# 보화궁부인
보화궁부인(寶華宮夫人, 생몰년 미상)은 고려의 왕족으로, 광종과 대목왕후의 둘째 딸이다.

## 생애
고려의 제4대 국왕인 광종(光宗)과 대목왕후(大穆王后) 황보씨(皇甫氏)의 딸로 태어났다.
《고려사》 열전에는 '보화궁부인 역시 대목왕후의 소생이다.(寶華宮夫人, 亦大穆王后所生)'라는 한구절 외에 보화궁부인과 관련한 어떠한 기록도 남아있지 않다.

## 가족 관계
- 조부 : 태조 왕건(太祖, 877 ~ 943)
- 조모 : 신명순성왕후 유씨(神明順成王后 劉氏, 생몰년 미상)
  - 아버지 : 광종(光宗, 925 ~ 975)
- 외조부 : 태조 왕건(太祖, 877 ~ 943)
- 외조모 : 신정왕후 황보씨(神靜王后 皇甫氏, ? ~ 983)
  - 어머니 : 대목왕후 황보씨(大穆王后 皇甫氏, 생몰년 미상)
    - 남매 : 경종(景宗, 955 ~ 981)
    - 남매 : 효화태자(孝和太子)
    - 언니 : 천추전부인(千秋殿夫人)
    - 여동생 : 문덕왕후(文德王后) - 성종의 제1비